# Damaeus subiasi
Damaeus subiasi är en kvalsterart som först beskrevs av Pérez-Íñigo 1995.  Damaeus subiasi ingår i släktet Damaeus och familjen Damaeidae. Inga underarter finns listade i Catalogue of Life.